# Netra
Netra ist ein Ortsteil und der Verwaltungssitz der Gemeinde Ringgau im nordhessischen Werra-Meißner-Kreis.

## Geographie
Netra ist ein Dorf mit regellosem Grundriss und geringer Siedlungsdichte im Zentrum des Plateaus des Ringgaus. Es liegt ca. 10,5 km südsüdöstlich von Eschwege am nördlichen Ufer der Netra, dicht an der Grenze zum Freistaat Thüringen. Nördlich des Ortes befindet sich der Muschelkalk-Bergstock Graburg. Auf ihm befinden sich die Mauerreste einer Burg und er ist als Naturschutzgebiet ausgewiesen.
Die evangelische Kirche und das Schloss Netra liegen am Westrand des ursprünglichen Ortskerns. Das Gebiet des Ortsteils besteht aus der Gemarkung Netra im Nordosten des Gemeindegebiets mit einer Fläche von 1366 Hektar, davon sind 561 Hektar Wald. In der Gemarkung liegen die folgenden aktuellen bzw. historischen Siedlungsplätze:
- Burg Netra[4]
- Graburg[5]
- Jagdhaus[6]
- Wüstung Renterode[7]
- Wüstung Tubenrieth[8]
- Wiesenmühle[9]

Die Ortslage befindet sich auf 297 bis 322 m ü. NHN und der höchste Punkt der Gemarkung ist die 515 Meter hohe Rabenkuppe im Norden der Gemarkung. An den Ortsteil Netra grenzen, von Norden beginnend, im Uhrzeigersinn, die Gemeinde Weißenborn, im Osten Weißenborn-Rambach und Ringau-Rittmannshausen, im Süden Ringgau-Lüderbach und -Renda und im Osten Ringgau-Röhrda. Durch den Ort verläuft die Bundesstraße 7, die nach Nordwesten an die Anschlussstelle Ringgau der A 44 und nach Südwesten in die thüringische Stadt Creuzburg an der Werra führt.

## Geschichte

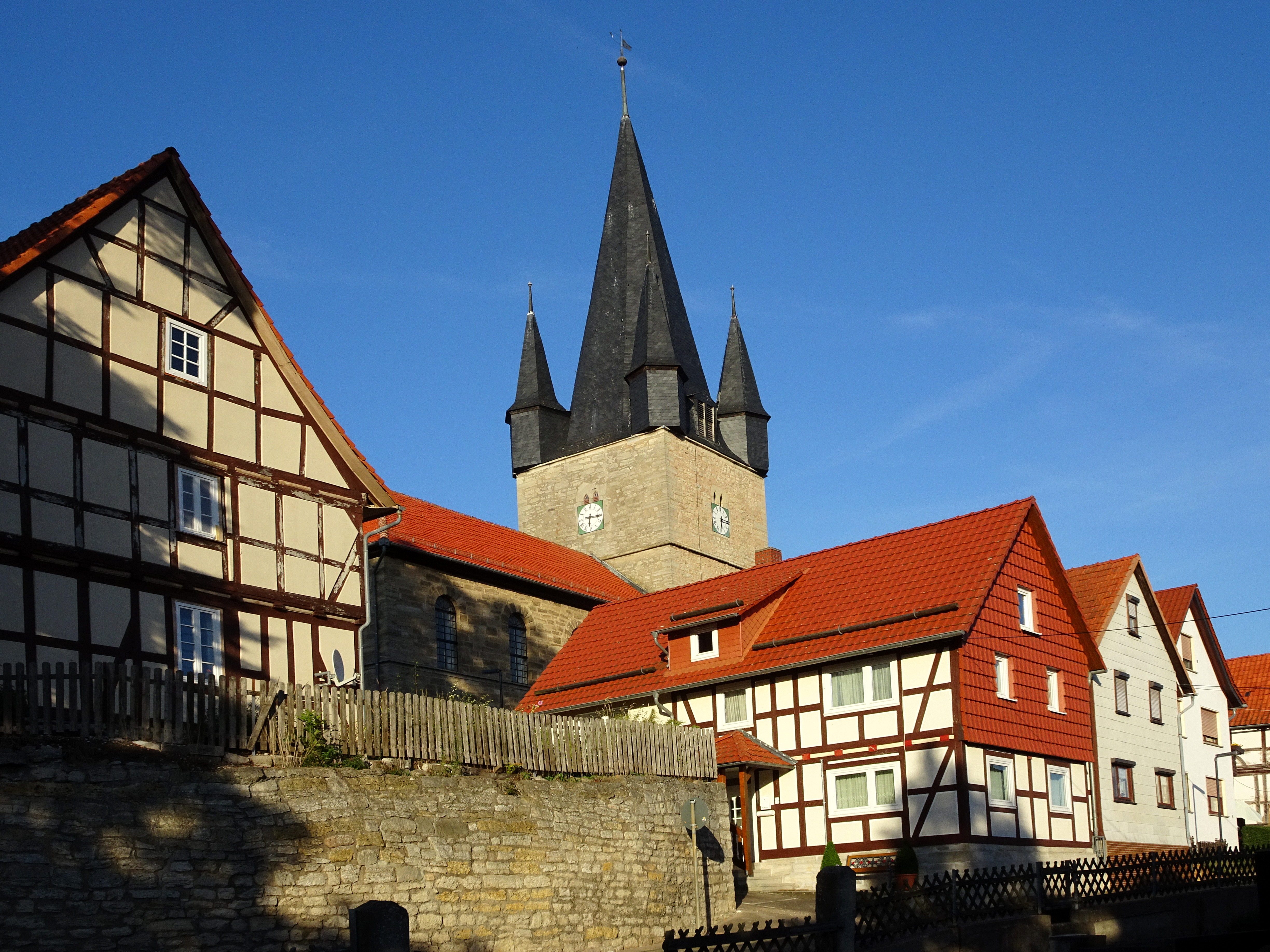
Ortskern mit Ev. Kirche

### Ortsgeschichte
Bereits 1025 wird Netra als „Nederne in Reinicgowe“ als damaliges Reichsgut erwähnt, als König Konrad II. den Ort dem Kloster Fulda schenkte. 1073 wurden erstmals die Herren von Netra genannt, die vermutlich auch die erste Burg errichteten. Diese trugen sie 1318 den Landgrafen von Thüringen zu Lehen auf. Im Laufe der Zeit übergaben die Herren von Netra Teile ihres Besitzes an das Kloster Germerode. Teile Netras erkauften 1366 die von Herren von Boyneburg-Hohenstein von den von Netra.
Die Schreibweise des Ortsnamens wechselte im Laufe der Jahrhunderte mehrfach, je nachdem wie der Schreiber der jeweiligen Urkunde das Gehörte ins Schriftliche zu übertragen suchte: Nederne (1025), Neddere (1075), Nedere circa flumen Nederaha (1140/41), Netre (1255), Neythere (1327), Netern (1344), Netter (1495).
1556 starb das Geschlecht derer von Netra aus, die dortige Wasserburg und der übrige dazugehörige Besitz fiel erblich an die Hohenstein, die die Burg zu einem Wasserschloss umbauten. In Netra waren Ende des 16. Jahrhunderts 86 Untertanen verschiedener Herren ansässig: Neben einer Mehrheit boyneburg-hohensteinischer Untertanin befanden sich hier 18 germerödische Männer (Untertanen des ehemaligen Klosters Germerode, das nach der Reformation vom Landgrafen übernommen wurde) sowie einige Untertanen der Kurpfalz, die zusammen mit der Hälfte Röhrdas als Lehen vergeben wurden. Das Dorf kam entgegen oft wiederholter, aber falscher Behauptungen nicht 1654 zum landgräflichen Amt Bischhausen, sondern blieb bis zum Aussterben derer von Boyneburg-Hohenstein 1792 Teil des Gerichts Boyneburg. 1792 gingen Netra und seine Burg in Staatsbesitz über. Das Gut wurde Staatsdomäne. 1818 war in Netra der Sitz eines Justizamtes im Amt Eschwege, welches 1866 zum Amtsgericht Netra wurde. Ab 1821 gehörte der Ort zum Kreis Eschwege.
1925 lebten 663 Personen in Netra. Der Großteil von ihnen waren Bäuerinnen und Bauern, die dem evangelischen Glauben angehörten.
Jüdisches Leben vor 1933
1885 umfasste die jüdische Gemeinde 90 Personen, womit sie 11,67 % der Gesamtbevölkerung entsprach. Durch die Gründung des deutschen Kaiserreiches im Jahr 1871 erhielten die jüdischen Mitbürger neue Rechte. Deshalb wanderten viele Jüdinnen und Juden aus Netra in Städte ab. Im Jahr 1932/1933 lebten 32 Jüdinnen und Juden im Ort. Die jüdischen Familien lebten vom Viehhandel oder anderen Handelstätigkeiten.
In den 1920er Jahren gibt es zahlreiche Hinweise, dass Jüdinnen und Juden gut in die Dorfgemeinschaft integriert waren. So gab es im Ort eine Synagoge. Jüdische und christliche Kinder besuchten gemeinsam eine Dorfschule. Auch engagierten sich viele jüdische Mitbürger bei der Freiwilligen Feuerwehr oder nahmen politische Ämter wahr. Den getöteten jüdischen Soldaten aus Netra wurde gemeinsam mit den anderen getöteten Soldaten gedacht.
Netra im Nationalsozialismus
Die Geschichte von Netra in der Zeit des Nationalsozialismus wurde 2006 durch eine Publikation von Erich Schwerdtfeger erstmals aufgearbeitet. Die persönlichen Erinnerungen von Ludwig Rothschild fanden darin Verwendung. Ludwig Rothschild war gebürtiger Netraer und jüdisch. Er lebte von 1934 bis 1937 im Ort.
Diese erste historische Abhandlung ergänzte Martin Arnold 2024 mit einem Artikel, der darüber hinaus Akten der Spruchkammer, der Hauptakteure der NSDAP und der evangelischen Kirche berücksichtigte. Arnold bezeichnete das Dorf in seiner Analyse als eine „Hochburg des Nationalsozialismus“. In seinem Artikel setzte er sich mit den Opfern, den Tätern sowie auch Personen auseinander, die sich den Netraer SA-Funktionären entgegenstellten.
Netra nach der Gebietsreform
Im Zuge der Gebietsreform in Hessen fusionierten zum 31. Dezember 1971 die bis dahin selbständigen Gemeinden Grandenborn, Lüderbach, Netra, Renda und Rittmannshausen freiwillig zur neuen Gemeinde Ringgau. Datterode und Röhrda schlossen sich am 1. April 1972 in der Gemeinde Netratal zusammen. Diese beiden Gemeinden wurde am 1. Januar 1974 kraft Landesgesetz zur neuen Großgemeinde Ringau zusammengeschlossen. Sitz der Gemeindeverwaltung wurde der Ortsteil Netra. Für alle nach Ringgau eingegliederten Gemeinden wurden Ortsbezirke gebildet.
Im 1976 errichteten Gemeindezentrum finden sich alle behördlichen Einrichtungen der Gemeinde. Angegliedert sind ein Dorfgemeinschaftshaus und (bis 1993) das Feuerwehrhaus.

### Wasserburg

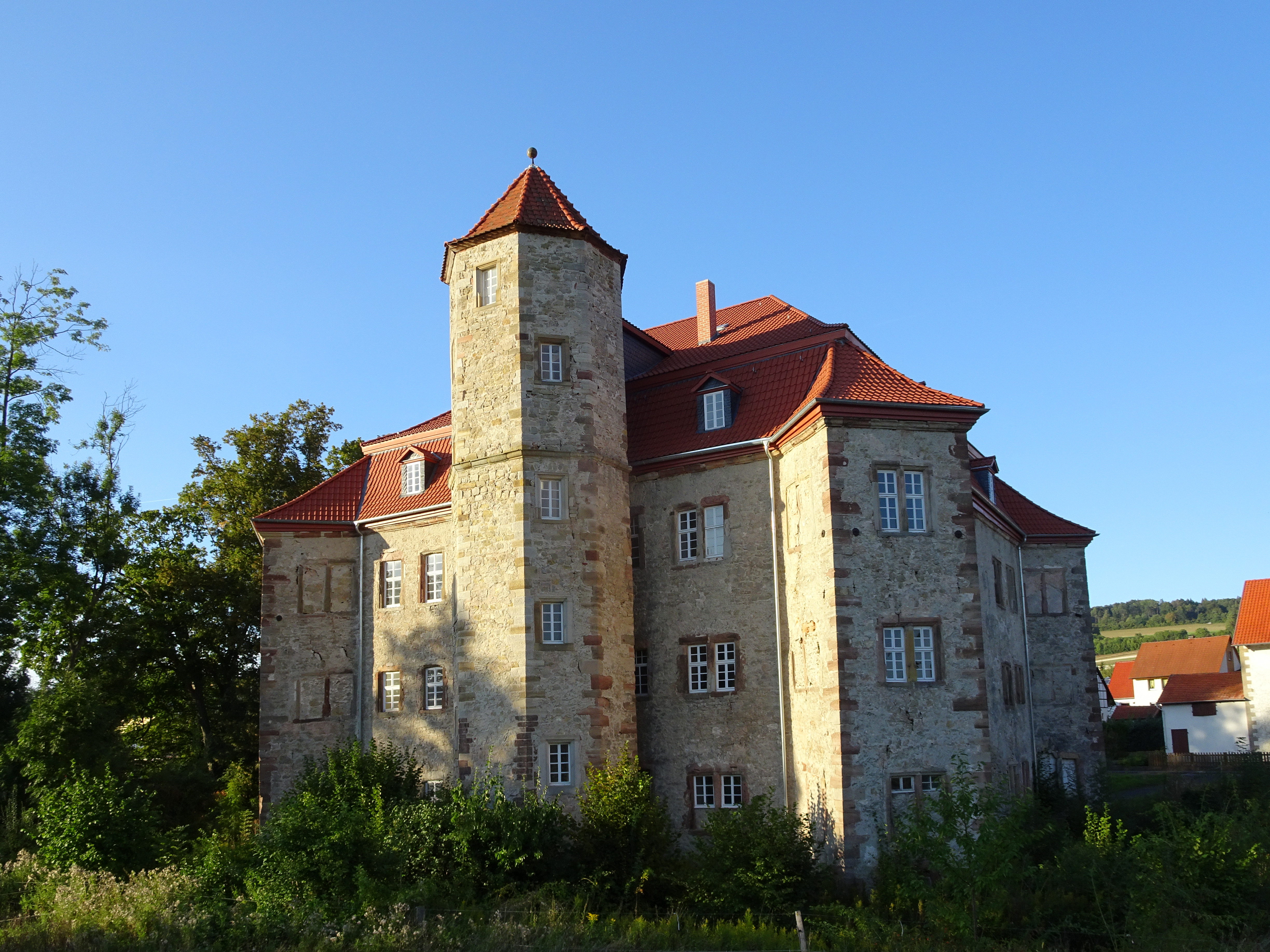
Wasserburg Netra

Bereits um 1073 wird anstelle der heutigen Wasserburg die Burg der Herren von Netra erwähnt. Gegen Ende des 16. Jahrhunderts erbauten die Herren von Boyneburg-Hohnstein die Wasserburg. Sie befindet sich am westlichen Ortsrand. 1922 stürzte der Treppenturm ein; er wurde 1957 erneuert. Das Gebäude befindet sich heute in Privatbesitz.

### Gerichte
Die Gerichtsbarkeit über Netra wurde vom Mittelalter bis 1792 durch das Gericht Boyneburg ausgeübt. Danach bis 1804 vom Amt Bischhausen.
Die weitere Zuständigkeit entwickelte sich wie folgt:
- 1807–1813: Friedensgericht Netra im Königreich Westphalen[Anm. 1]
- ab 1814: Amt Bischhausen
- ab 1818: Amt Netra
- ab 1822: Justizamt Netra erste Instanz, zweite Instanz Obergericht für die Provinz Niederhessen
- ab 1867: Amtsgericht Netra (nach der Annexion durch Preußen), zweite Instanz Kreisgericht Kassel
- ab 1879: Amtsgericht Netra erste Instanz (durch das Reichsjustizgesetze), zweite Instanz Landgericht Kassel
- ab 1932: Amtsgericht Eschwege, zweite Instanz Landgericht Kassel

### Verwaltungsgeschichte im Überblick
Die folgende Liste zeigt die Staaten und Verwaltungseinheiten, denen Netra angehört(e):
- 1025: Grafschaft Netra im Ringgau (comitatus Nederne in Reinicgowe)
- 1141: Gau Neter (in pago, qui dicitur Nedere, circa flumen Naderaha)
- Um 1430: Heiliges Römisches Reich, Landgrafschaft Hessen, Niederfürstentum, Amt Eschwege, Gericht Boyneburg
- ab 1567:  Heiliges Römisches Reich, Landgrafschaft Hessen-Kassel, Amt Eschwege, Gericht Boyneburg
  - 1627–1834: Landgrafschaft Hessen-Rotenburg (sogenannte Rotenburger Quart), teilsouveränes Fürstentum unter reichsrechtlicher Oberhoheit der Landgrafschaft Hessen-Kassel bzw. des Kurfürstentums Hessen, Amt Eschwege, Dorf derer von Boyneburg-Hohenstein („adelige Quart“)
- ab 1654: Heiliges Römisches Reich, andgrafschaft Hessen-Kassel, Amt Bischhausen Gericht Boyneburg
- ab 1792: Heiliges Römisches Reich, Landgrafschaft Hessen-Kassel, Amt Bischhausen
- 1803–1806: Heiliges Römisches Reich, Kurfürstentum Hessen, Amt Bischhausen
- 1807–1813: Königreich Westphalen, Departement der Werra, Distrikt Eschwege, Kanton Netra
- ab 1814: Kurfürstentum Hessen, Amt Bischhausen
- ab 1818: Kurfürstentum Hessen, Amt Netra[19]
- ab 1821/22: Kurfürstentum Hessen, Provinz Niederhessen, Kreis Eschwege[20][Anm. 3]
- ab 1848: Kurfürstentum Hessen, Bezirk Eschwege
- ab 1851: Kurfürstentum Hessen, Provinz Niederhessen, Kreis Eschwege
- ab 1867: Königreich Preußen, Provinz Hessen-Nassau, Regierungsbezirk Kassel, Landkreis Eschwege
- ab 1871: Deutsches Reich, Königreich Preußen, Provinz Hessen-Nassau, Regierungsbezirk Kassel, Kreis Eschwege
- ab 1918: Deutsches Reich, Freistaat Preußen, Provinz Hessen-Nassau, Regierungsbezirk Kassel, Kreis Eschwege
- ab 1944: Deutsches Reich, Freistaat Preußen, Provinz Kurhessen, Landkreis Eschwege
- ab 1945: Deutsches Reich, Amerikanische Besatzungszone, Groß-Hessen, Regierungsbezirk Kassel, Landkreis Eschwege
- ab 1946: Deutsches Reich, Amerikanische Besatzungszone, Hessen, Regierungsbezirk Kassel, Landkreis Eschwege
- ab 1949: Bundesrepublik Deutschland, Hessen, Regierungsbezirk Kassel, Landkreis Eschwege
- ab 1972: Bundesrepublik Deutschland, Hessen, Regierungsbezirk Kassel, Landkreis Eschwege, Gemeinde Ringgau
- ab 1974: Bundesrepublik Deutschland, Hessen, Regierungsbezirk Kassel, Werra-Meißner-Kreis, Gemeinde Ringgau

## Bevölkerung

### Einwohnerstruktur 2011
Nach den Erhebungen des Zensus 2011 lebten am Stichtag dem 9. Mai 2011 in Netra 537 Einwohner. Darunter waren 3 (= 0,6 %)  Ausländer.
Nach dem Lebensalter waren 72 Einwohner unter 18 Jahren, 222 waren zwischen 18 und 49, 126 zwischen 50 und 64 und 117 Einwohner waren älter.
Die Einwohner lebten in 243 Haushalten. Davon waren 78 Singlehaushalte, 66 Paare ohne Kinder und 75 Paare mit Kindern, sowie 21 Alleinerziehende und 6 Wohngemeinschaften. In 54 Haushalten lebten ausschließlich Senioren/-innen und in 153 Haushaltungen leben keine Senioren/-innen.

### Einwohnerentwicklung
- 1585: 86 Haushaltungen[3]
- 1747: 86 Haushaltungen[3]

| Netra: Einwohnerzahlen von 1834 bis 2011 | Netra: Einwohnerzahlen von 1834 bis 2011 | Netra: Einwohnerzahlen von 1834 bis 2011 | Netra: Einwohnerzahlen von 1834 bis 2011 | Netra: Einwohnerzahlen von 1834 bis 2011 |
| --- | ---------------------------------------- | ---------------------------------------- | ---------------------------------------- | ---------------------------------------- |
| Jahr |                                          |                                          |                                          | Einwohner                                |
| 1834 | 1834                                     |                                          | 762                                      | 762                                      |
| 1840 | 1840                                     |                                          | 797                                      | 797                                      |
| 1846 | 1846                                     |                                          | 876                                      | 876                                      |
| 1852 | 1852                                     |                                          | 877                                      | 877                                      |
| 1858 | 1858                                     |                                          | 821                                      | 821                                      |
| 1864 | 1864                                     |                                          | 832                                      | 832                                      |
| 1871 | 1871                                     |                                          | 763                                      | 763                                      |
| 1875 | 1875                                     |                                          | 759                                      | 759                                      |
| 1885 | 1885                                     |                                          | 771                                      | 771                                      |
| 1895 | 1895                                     |                                          | 747                                      | 747                                      |
| 1905 | 1905                                     |                                          | 685                                      | 685                                      |
| 1910 | 1910                                     |                                          | 669                                      | 669                                      |
| 1925 | 1925                                     |                                          | 663                                      | 663                                      |
| 1939 | 1939                                     |                                          | 639                                      | 639                                      |
| 1946 | 1946                                     |                                          | 931                                      | 931                                      |
| 1950 | 1950                                     |                                          | 920                                      | 920                                      |
| 1956 | 1956                                     |                                          | 833                                      | 833                                      |
| 1961 | 1961                                     |                                          | 749                                      | 749                                      |
| 1967 | 1967                                     |                                          | 706                                      | 706                                      |
| 1970 | 1970                                     |                                          | 686                                      | 686                                      |
| 1980 | 1980                                     |                                          | ?                                        | ?                                        |
| 1987 | 1987                                     |                                          | 701                                      | 701                                      |
| 2000 | 2000                                     |                                          | ?                                        | ?                                        |
| 2011 | 2011                                     |                                          | 537                                      | 537                                      |
| Datenquelle: Historisches Gemeindeverzeichnis für Hessen: Die Bevölkerung der Gemeinden 1834 bis 1967. Wiesbaden: Hessisches Statistisches Landesamt, 1968. Weitere Quellen: LAGIS; Zensus 2011 |                                          |                                          |                                          |                                          |

### Historische Religionszugehörigkeit
| • 1885: | 680 evangelische (= 88,20 %), ein katholischer (= 0,13 %), 90 jüdische (= 11,67 %) Einwohner |
| • 1961: | 643 evangelische (= 85,85 %), 96 katholische (= 12,82 %) Einwohner                           |

## Religion

### Christliche Gemeinde
Kirchengebäude
Der quadratischer spätgotischer Chorturm mit markantem Spitzhelm der Kirche in Netra stammt aus der Zeit um 1500. Der klassizistische Saalbau wurde in den Jahren 1842/43 errichtet.
Bekenntniswechsel
Die Einführung der Reformation in der Landgrafschaft Hessen erfolgte ab 1526. Der erste nachweisbarer evangelischer Pfarrer war Nikolaus Leimbach in der Zeit 1562–1570.
Pfarrzugehörigkeit
Das Patronat besitzen die von Boyneburg-Hohenstein bis zu ihrem Aussterben 1792, danach die Landgrafen.
- 1872: In Netra Protestantische Pfarrei mit der Filialkirche in Rittmannshausen.
- 1994: Nach der Aufhebung der Vikariatsgemeinde Lüderbach gehört Netra ebenso wie Rittmannshausen zum Kirchspiel Netra-Lüderbach.

### Jüdische Gemeinde

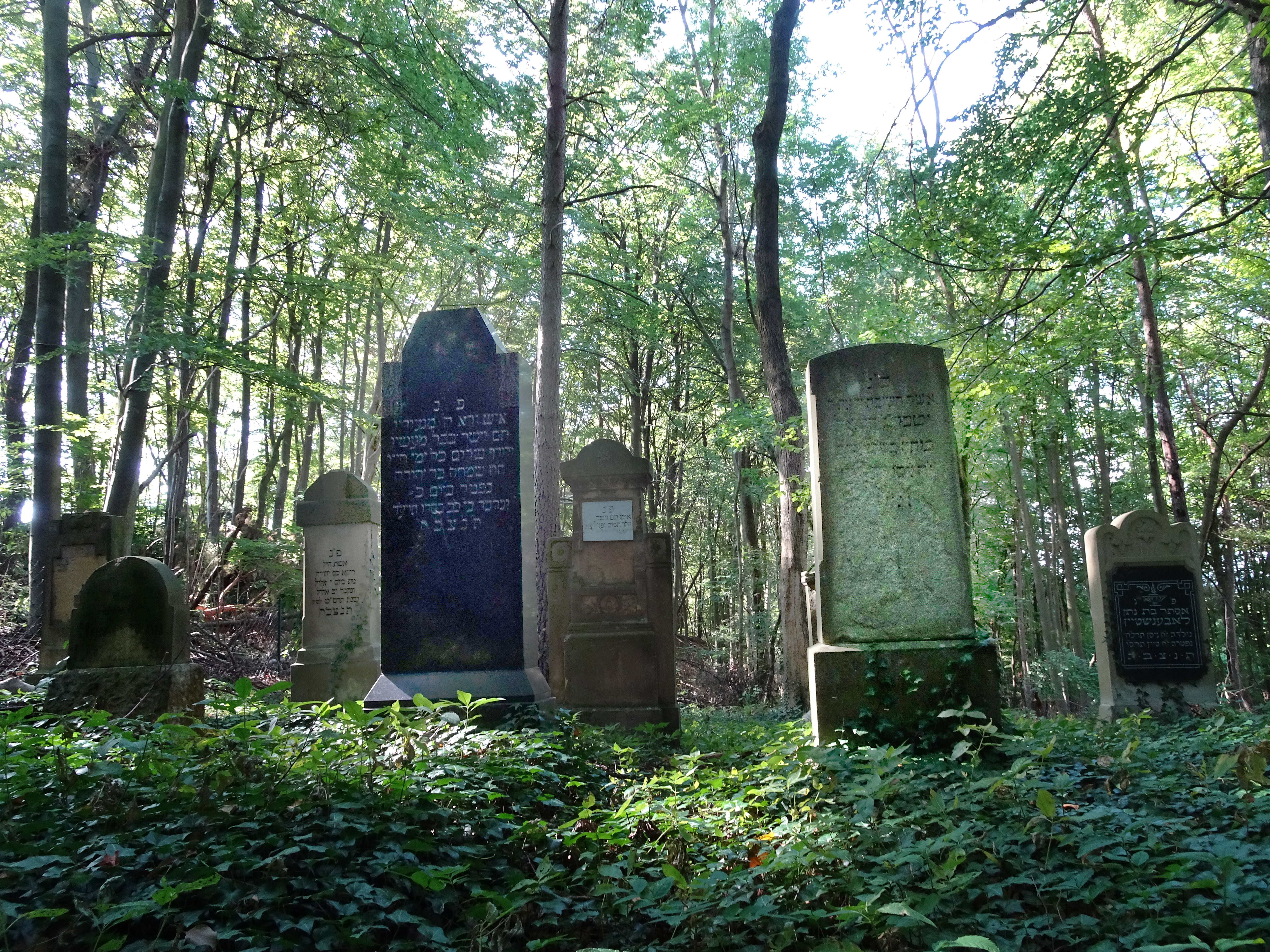
Jüdischer Friedhof Netra

In Netra gab es eine Synagoge beziehungsweise einen Betsaal. Vermutlich Anfang des 19. Jahrhunderts wurde der Fachwerkbau mit Hofgebäude erbaut. Über das Aussehen des Gebäudes ist nichts Näheres bekannt. 1971 wurde das Gebäude wegen Baufälligkeit abgerissen. Die Synagoge befand sich in der Brauhausstraße 19, die Religionsschule in Datterode in der Leipziger Str. 45.
Jüdischer Friedhof
Der Jüdische Waldfriedhof hat eine Fläche von 16 ar. 1985 waren noch 91 Grabsteine (Mazewa) vorhanden. Der Friedhof liegt etwa 1,5 km südlich von Netra, nahe der Straße von Netra nach Grandenborn innerhalb des Waldes am Waldrand.

## Politik
Für Netra besteht ein Ortsbezirk (Gebiete der ehemaligen Gemeinde Netra) mit Ortsbeirat und Ortsvorsteher nach der Hessischen Gemeindeordnung.
Der Ortsbeirat besteht aus fünf Mitgliedern. Bei den Kommunalwahlen in Hessen 2021 betrug die Wahlbeteiligung zum Ortsbeirat 62,56 %. Alle Kandidaten gehörten der „Wählergemeinschaft Netra“ an. Der Ortsbeirat wählte Phillipp Pfister zum Ortsvorsteher.

## Persönlichkeiten
- Karl Caspar (1883–1954), deutscher Pilot, Flugzeugbauunternehmer und Jurist